# 이마이치촌 (오이타현)
이마이치촌(今市村)은 오이타현 오이타군에 있던 촌이다. 현재의 오이타시에 해당한다.